# Cantone di Maizières-lès-Metz
Il Cantone di Maizières-lès-Metz era una divisione amministrativa dell'arrondissement di Metz-Campagne.
È stato soppresso a seguito della riforma complessiva dei cantoni del 2014, che è entrata in vigore con le elezioni dipartimentali del 2015.
Comprendeva i comuni di:
- Hagondange
- Hauconcourt
- Maizières-lès-Metz
- Semécourt
- Talange